# New York Shipbuilding Corporation

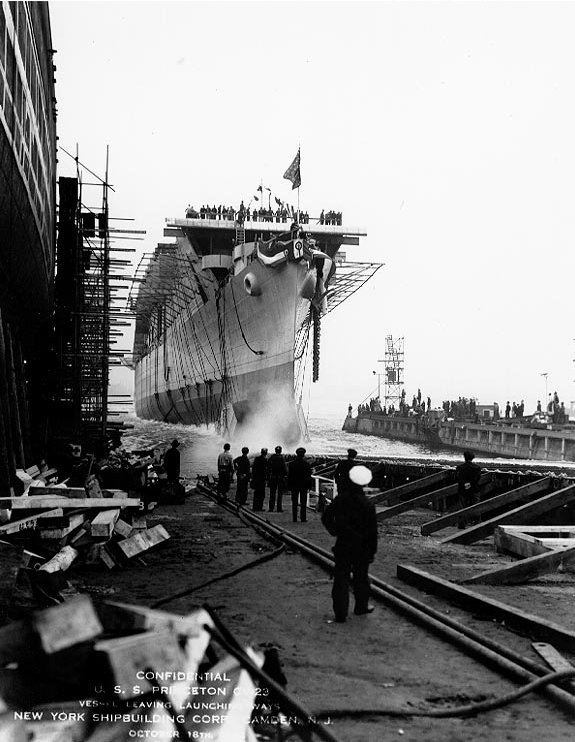
Imagen de la botadura el 18 de octubre de 1942 del portaaviones construido en los astilleros New York Shipbuilding Corporation.

New York Shipbuilding Corporation (o abreviadamente New York Ship) fueron unos astilleros de Estados Unidos situados en la localidad de Camden, Nueva Jersey, en la orilla este del río Delaware. Fueron fundados en 1899 y cesaron en su actividad en 1967. En ellos se construyeron desde varios tipos de buques para la Armada de los Estados Unidos, como portaaviones, acorazados y submarinos, hasta buques de uso civil como trasatlánticos de pasajeros y ferris.

## Historia
Fundados en 1899, comenzaron su actividad en 1900 en Camden, Nueva Jersey y no en Staten Island como estaba previsto a pesar de lo cual se mantuvo el nombre inicial de la compañía. En 1903 recibió su primer encargo por parte de la Armada de los Estados Unidos, el crucero Washington, botado en 1905.
Durante la Primera Guerra Mundial, los astilleros se expandieron rápidamente para poder cumplir con las demandas de la Armada, llegando a ser en 1917 los más grandes del mundo. En el periodo de entreguerras se construyó el primer gran portaaviones norteamericano, el Saratoga aunque inicialmente había sido iniciado como crucero de batalla, fue modificado al entrar en vigor el Tratado Naval de Washington que limitaba este tipo de buques.
En la Segunda Guerra Mundial la producción de los astilleros incluyó los portaaviones ligeros de la clase Independence, el acorazado South Dakota y las lanchas de transporte anfibio (LCT) usadas en el desembarco de Normandía.
Después de la guerra, la actividad de los astilleros decayó enormemente subsistiendo en parte gracias a los pedidos de la armada, construyendo, entre otros, submarinos nucleares de los cuales el último no llegó a completarse debido al cierre de los astilleros en 1967.
Hoy en día, las instalaciones que pertenecieron a los astilleros están integradas en el puerto de Camden.

## Buques destacados construidos
- USS Saratoga. Portaaviones.
- USS Kitty Hawk. Portaaviones.
- USS South Dakota. Acorazado.
- USS Indianapolis. Crucero.
- USS Camden.
- USS Bonefish. Submarino convencional.
- USS Pollack. Submarino nuclear.
- USS Haddo. Submarino nuclear.
- USS Guardfish. Submarino nuclear.
- USS Pogy. Submarino nuclear. No completado.
- NS Savannah. Buque mercante a propulsión nuclear.